# Roter Chinarindenbaum
Der Rote Chinarindenbaum (Cinchona pubescens) ist eine Pflanzenart aus der Gattung Chinarindenbäume (Cinchona) innerhalb der Familie der Rötegewächse (Rubiaceae). Sie ist in Mittel- und Südamerika weitverbreitet. Sie wird als Heilpflanze verwendet.

## Beschreibung

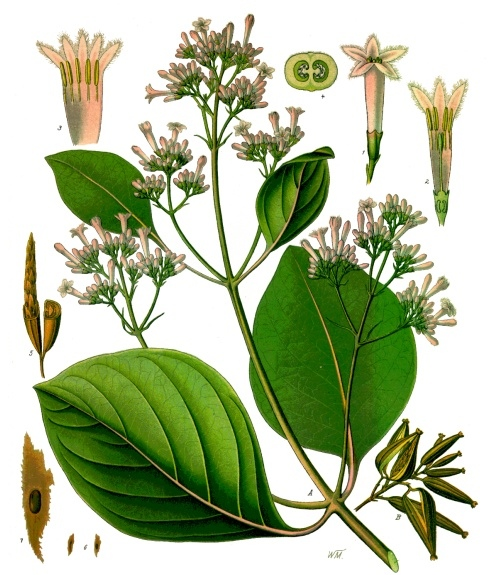
Illustration aus Köhler’s Medizinalpflanzen

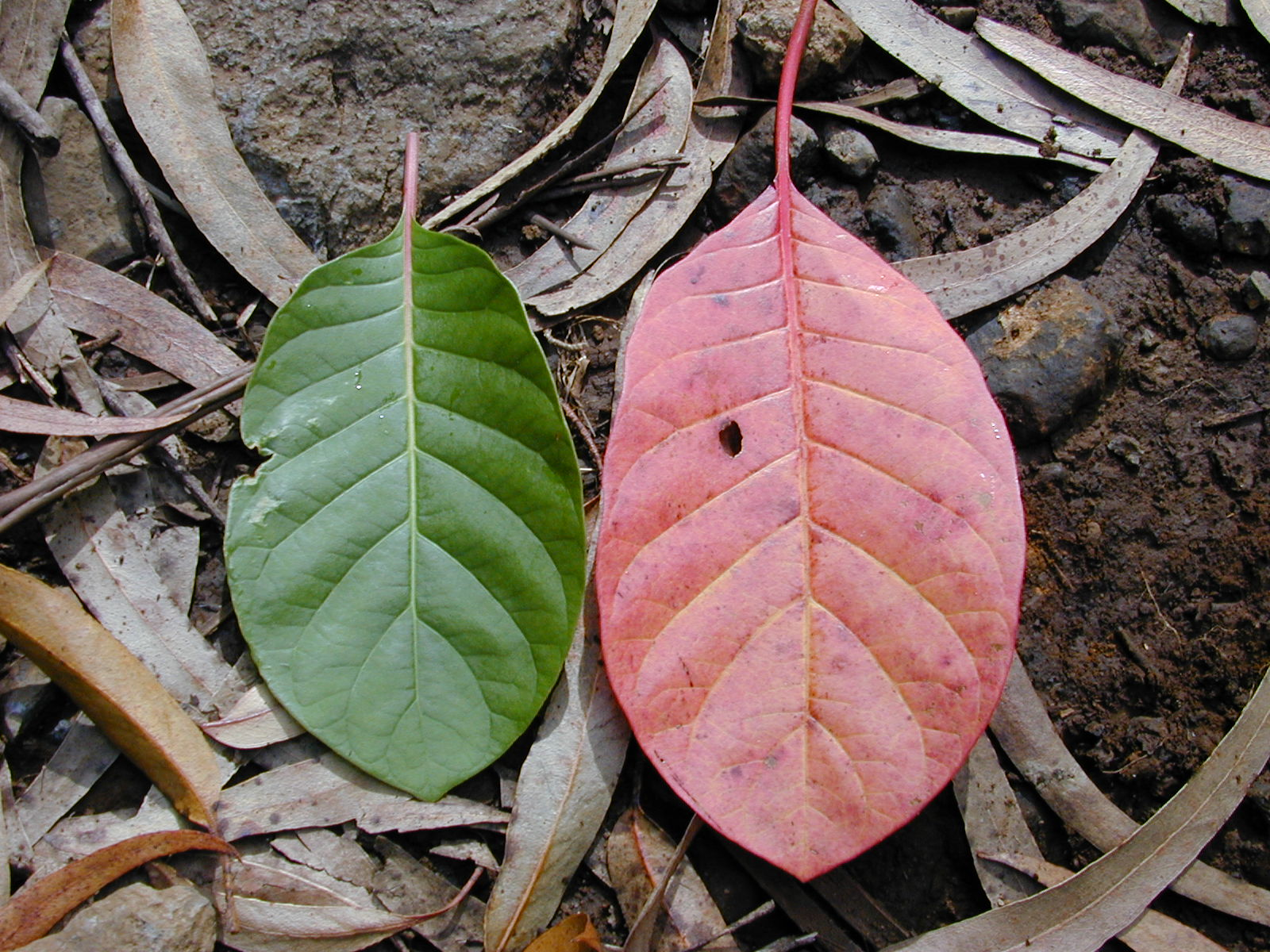
Grünes und rotes, gestieltes, einfaches Laubblatt

Blütenstand mit rosafarbenen Blüten

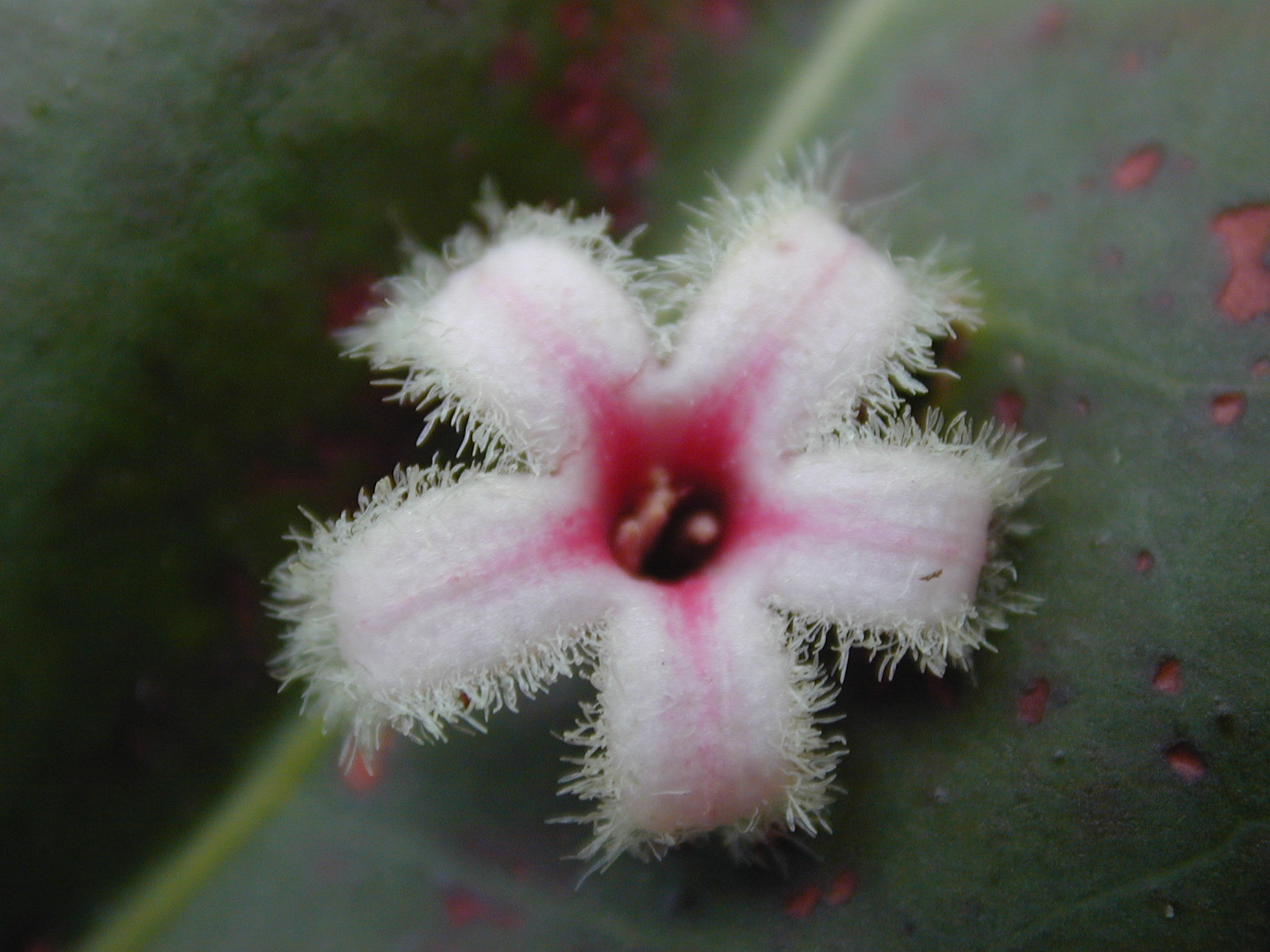
Fünfzählige Blüte im Detail

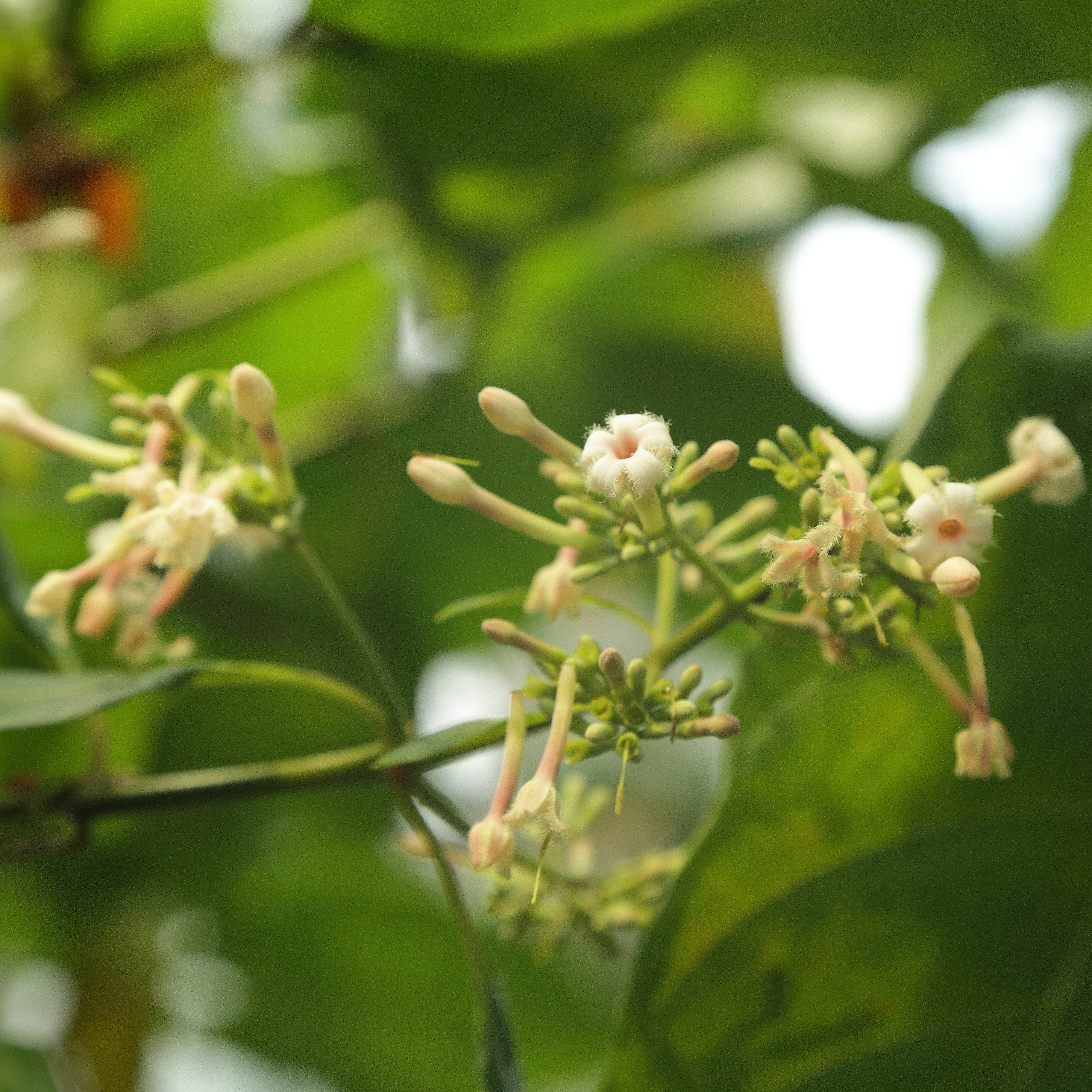
Blütenstand mit weißlichen Blüten

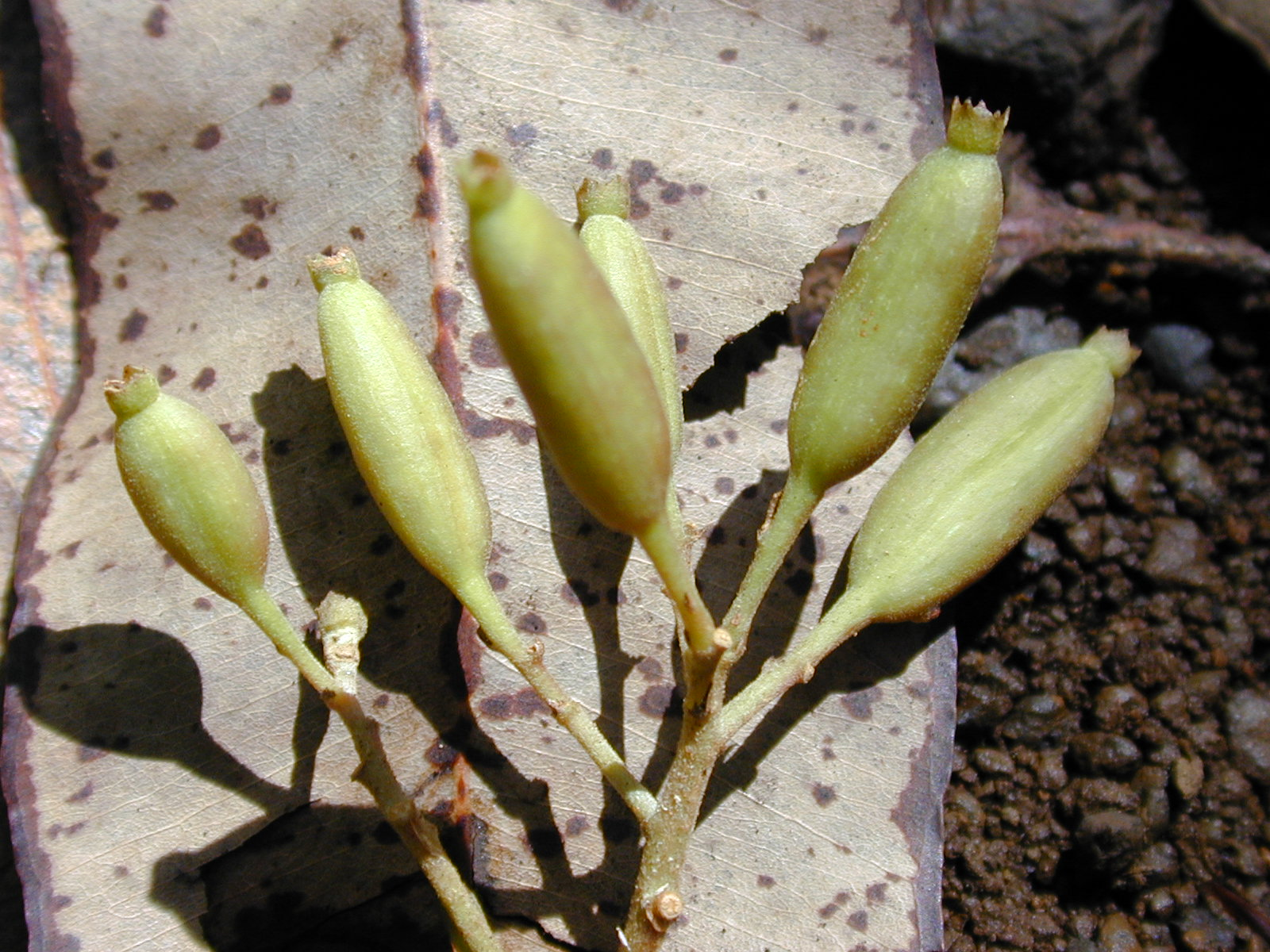
Unreife Kapselfrüchte, gekrönt vom haltbaren Kelch

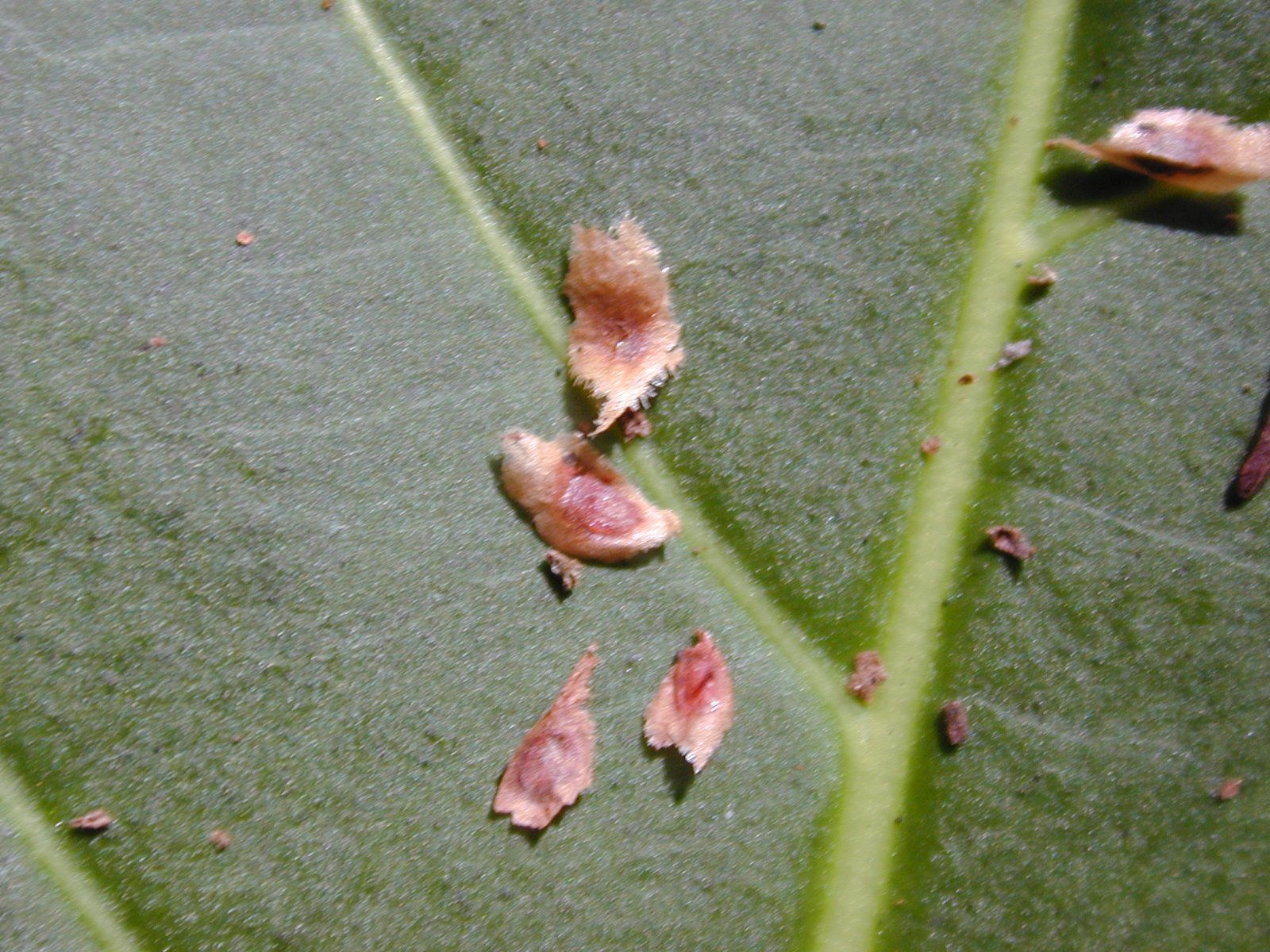
Geflügelte Samen

Der Rote Chinarindenbaum ist morphologisch variabel in Kultur und auch an den Wildstandorten.

### Erscheinungsbild, Rinde und Blatt
Der Rote Chinarindenbaum wächst als Baum oder Strauch und erreicht Wuchshöhen von 5 bis 8, manchmal bis zu 12 Metern.
Die deutlich bittere Borke ist gräulich-braun, manchmal mit weißen und/oder Längsrissen. Die etwas abgeflachten bis fast stielrunden oder kantigen Zweige besitzen eine dicht fein oder kurzborstig bis flaumig behaarte oder verkahlende Rinde. Getrocknete Rinde ist die grau oder rötlich-grau.
Bei den abgeflachten Knospen sind die Nebenblätter aufrecht und aneinander gedrückt. Die gegenständig an den Zweigen angeordneten Laubblätter sind in Blattstiel und Blattspreite gegliedert. Der 1,5 bis 4 oder bis zu 8 Zentimeter lange Blattstiel ist dicht kurz flaumig bis kurz-borstig behaart, verkahlend oder kahl. Die einfache Blattspreite ist bei einer Länge von selten 5 bis, 10 bis 24,5, manchmal bis zu 30 Zentimetern sowie einer Breite von selten 2, 5,5 bis 17, manchmal bis zu 20 Zentimetern eiförmig, eiförmig-elliptisch, fast kreisförmig oder elliptisch-länglich mit keilförmiger, stumpfer bis gerundeter oder gestutzter Spreitenbasis und stumpfem bis gerundetem, oder breit-dreieckigem oberen Ende. Die Blattoberseite ist fein bis fein-flaumig behaart und die -unterseite ist fein bis kurz-borstig behaart. Die Blattspreite wird beim Trocknen pergamentartig und rot. Die Laubblätter sind oft, mindestens anfangs, rötlich gefärbt. Es liegt Fiedernervatur vor und es sind 6 bis 11, selten bis zu 13 bogenförmige Seitennerven auf jeder Seite des auf beiden Blattseiten erhabenen, relativ dünnen Mittelnerves vorhanden. Die untersten Seitennerven entspringen dem Mittelnerv oft in einem rechten Winkel. Es sind gut entwickelte, haarige Domatien an den Laubblättern vorhanden; sie können auch reduziert sein oder fehlen. Die interpetiolaren oder nur kurz um den Zweig verwachsenen Nebenblätter sind bei einer Länge von 12 bis 26 Zentimetern relativ groß, verkehrt-eiförmig bis zungenförmig, ganzrandig, enden fast spitze, stumpf bis meist breit-gerundet und sind fein behaart oder selten verkahlend; sie fallen ab.

### Blütenstand und Blüte
Endständig und oft auch in den Blattachseln der obersten Laubblätter stehen über einem Blütenstandsschaft die Blütenstände. Die zusammengesetzten, rispigen, zymösen Blütenstände sind besitzen eine Länge sowie einen Durchmesser von 5 bis 25, manchmal bis zu 35 Zentimetern und enthalten viele Tragblätter sowie Blüten. Die Blütenstandsachsen sind kurz flaumig bis kurz-borstig behaart und die Verzweigungen sind gegenständig, wobei die untersten bis zu 15 Zentimeter lang sind. Die Tragblätter sind bei einer Länge von 0,5 bis 3 Millimetern dreieckig. Der Blütenstiel ist 1 bis 3 Millimeter lang.
Die duftenden, zwittrigen Blüten sind radiärsymmetrisch, fünfzählig mit doppelter Blütenhülle. Die fünf Kelchblätter sind untereinander auf etwa 1/3 ihrer Länge und mit einem Teil des Fruchtknotens verwachsen; diese fein behaarte Struktur (manchmal als Hypanthium bezeichnet) ist bei einer Länge von 2 bis 3 Millimetern sowie einer Breite von 2 bis 2,5 Millimetern ellipsoid oder verkehrt-kegelförmig bis verkehrt-kegelförmig-länglich. Der freie Bereich der Kelchblätter ist 1,5 bis 3 Millimeter lang, dreieckig mit spitzem oberen Ende und kurz flaumig bis kurz-borstig behaart. Die fünf Kelchzähne sind mit einer Länge von 0,5 bis 1 Millimetern relativ kurz und dreieckig mit spitzem bis zugespitztem oberen Ende. Der Kelch besitzt oben einen Durchmesser von etwa 3 Millimetern. Die fünf weißen oder rosa- bis purpurfarbenen Kronblätter sind stieltellerförmig verwachsen. Die bei einer Länge von 8,5 bis 14 Millimetern zylindrische Kronröhre ist außen kurz bis flaumig behaart bis verkahlend und innen kahl. Der Kronschlund ist innen kahl oder meist dicht flaumig behaart. Die fünf Kronlappen sind bei einer Länge von 4 bis 6 Millimetern sowie einer Breite von 1,5 bis 2 Millimetern eiförmig-lanzettlich mit spitzem, stumpfem oder gerundetem oberen Ende, außen filzig behaart, innen kahl und besitzen dicht bewimperte bis zottig behaarte Ränder. Es ist ein Kreis mit fünf fertilen Staubblättern vorhanden; sie sind in der Kronröhre inseriert und überragen die Kronröhre nicht oder höchstens etwas. Der Diskus ist wenig fein-flaumig bis borstig behaart. Die bei einer Länge von etwa 2 Millimetern kurzen bis gut ausgebildeten Staubfäden sind kahl. Die Staubbeutel sind 2,5 bis 3,9 Millimeter lang. Zwei Fruchtblätter sind zu einem unterständigen, zweikammerigen Fruchtknoten verwachsen. In jeder Fruchtknotenkammer befinden sich viele Samenanlagen in zentralwinkelständiger Plazentation. Der kahle, 6 bis 13 Millimeter lange Griffel endet in zwei Griffelästen mit 1,5 bis 4 Millimeter langen Narben.

### Frucht und Samen
Der Fruchtstiel ist relativ kurz. Die fein (golden) behaarten bis verkahlenden Kapselfrüchte sind bei einer Länge von 1 bis 1,8, bis zu 4,1 Zentimetern sowie einer Breite von 5 bis 7 Millimetern fast zylindrisch bis schmal-ellipsoid mit feinen Längsrippen. Die septizide Kapselfrucht öffnet sich bei Reife mit zwei Klappen von ihrer Basis aus; manchmal öffnen sich nicht vollständig reife Früchte vom oberen Ende aus. Die steif papierartigen bis holzigen Kapselfrüchte besitzen oft Lentizellen und enthalten viele Samen. Auf der Kapselfrucht sitzt der haltbare, 1 bis 2 Millimeter Kelch, der breiter ist als das obere Ende der Frucht.
Die bei einer Länge von 7 bis 12 Millimetern sowie einer Breite von 2 bis 3 Millimetern (einschließlich Flügel) mittelgroßen Samen sind unregelmäßig ellipsoid, länglich bis spindelförmig und etwas abgeflacht. Die Samen besitzen am Rand einen häutigen Flügel, der unregelmäßig ausgebissen sein kann. Die Samen enthalten ein fleischiges Endosperm und die zwei Keimblätter (Kotyledonen) sind eiförmig.

### Inhaltsstoffe
Die Rinde und die Wurzeln des Rote Chinarindenbaum enthalten unter anderem Catechol-Tannine, Alkaloide wie die China-Alkaloide Chinin, Chinidin, Cinchonin, Cinchonidin sowie Cinchonain-Ia und Cinchonain-Ib.

### Phänologie
In China reicht die Blüte- und Fruchtzeit von Juni bis Februar. Auf Galápagos blüht und fruchtet Cinchona pubescens fast das ganze Jahr über mit einer Hauptblütezeit von August bis Oktober und die meisten Früchte reifen von Dezember bis März.

## Ökologie
Als Symbiose bildet Cinchona pubescens arbuskuläre Mykorrhiza. Vegetative Vermehrung bis zu einige Meter vom ursprünglichen Exemplar entfernt mit unterirdischen Wurzelausläufern.
Die jährliche Produktion an relativ kleinen Samen ist hoch. Die Ausbreitung von Cinchona pubescens erfolgt durch den Wind mit den geflügelten Samen (Anemochorie). Die Samen überdauern im Boden weniger als ein Jahr.

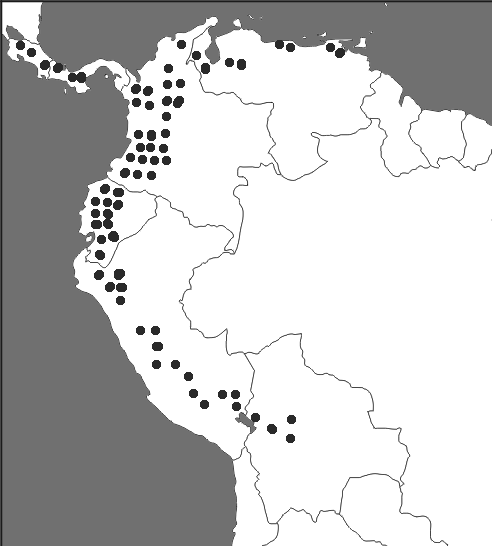
Natürliches Verbreitungsgebiet

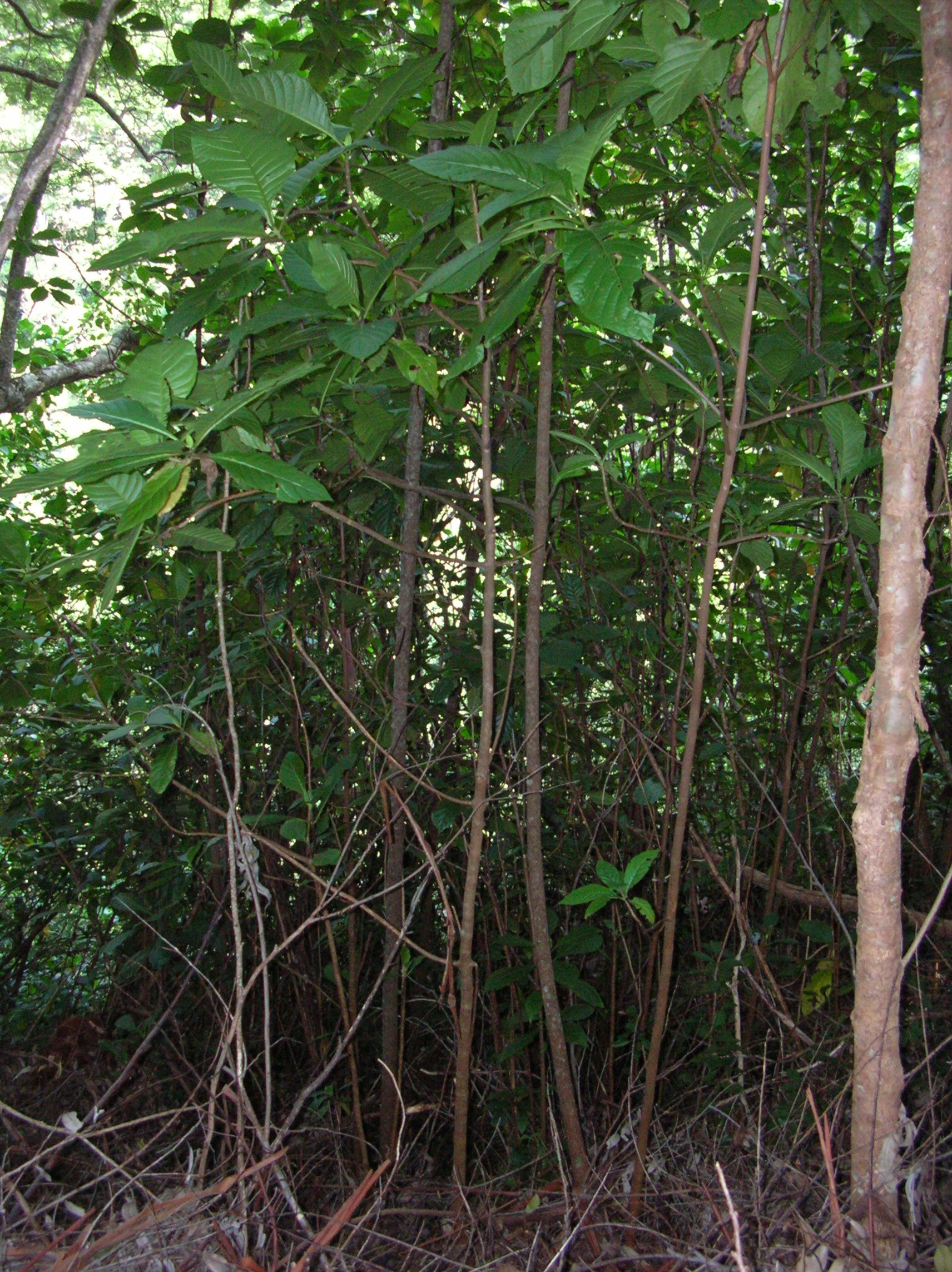
Cinchona pubescens als invasive Pflanzenart auf der hawaiianischen Insel Maui

## Vorkommen
Das neotropische natürliche Verbreitungsgebiet von Cinchona pubescens reicht von den zentralamerikanischen Staaten Costa Rica sowie Panama (Chiriqui) bis zu den hauptsächlich westlichen südamerikanischen Staaten Venezuela, Bolivien, Kolumbien, Ecuador sowie Peru. Sie gedeiht in Höhenlagen von 600 bis 3300 Metern und kommt in Südamerika hauptsächlich in den Anden vor. Natürliche Vorkommen von Cinchona pubescens liegen meist in Bergwäldern. Cinchona pubescens gedeiht besonders gut auf reichen, sauren Böden über Vulkangestein mit hohen Anteil an organischen Bestandteilen, aber auch an felsigen Standorten.
Cinchona pubescens ist beispielsweise in Tansania, auf den Kapverden, St. Helena, Hawaii, Tahiti, in Mikronesien, auf Karibischen Inseln und auf den Galapagosinseln ein Neophyt.
Die auch ursprünglich schon weitverbreitete Cinchona pubescens gehört zu den weltweit problematischen invasiven Pflanzenarten. Cinchona pubescens besiedelt landwirtschaftliche Flächen, Forstbestände, natürliche Wälder, Grasländer, Strauchvegetation, Küstengebiete und Ödland. Am häufigsten ist Cinchona pubescens auf gestörten Flächen, besonders nach Bränden zu finden.
Als invasive Pflanze ist Cinchona pubescens problematisch, da sie schnell wächst und ein weites, dichtes Kronendach bildet. Als Strauch- und Baumschicht besiedelt Cinchona pubescens vorher unbewaldete Flächen. Sie verdrängt und beschattet die natürliche Vegetation. Es kommt zu einem dramatischen Verlust der Artenvielfalt. Die Ausbreitung von Cinchona pubescens erfolgt durch den Wind mit den geflügelten Samen und bis zu einige Meter vom ursprünglichen Exemplar entfernt durch vegetative Vermehrung mit unterirdischen Wurzelausläufern.
Die Bekämpfung von Cinchona pubescens ist schwierig, weil ein Abholzen alleine nicht ausreicht, denn Baumstümpfe und Wurzeln treiben wieder aus. Auch Herbizide werden zur Bekämpfung eingesetzt.
Die Art zählt zu den 100 gefährlichsten Neobiota weltweit.

## Systematik
Die Erstveröffentlichung von Cinchona pubescens erfolgte 1790 durch Martin Vahl in Skrifter af Naturhistorie-Selskabet, 1, S. 19. Ein Homonym ist Cinchona pubescens Endl. (in Botanische Zeitung (Berlin), 1, 1843, S. 459 veröffentlicht). Synonyme für Cinchona pubescens Vahl sind: Cinchona pubescens var. cordata DC., Cinchona pubescens var. ovata (Ruiz & Pav.) DC., Cinchona pubescens var. pelletieriana (Wedd.) Wedd., Cinchona pubescens var. purpurea (Ruiz & Pav.) Wedd., Cinchona caloptera Miq., Cinchona chomeliana Wedd., Cinchona colorata Laubert ex B.D.Jacks., Cinchona cordifolia Mutis ex Humb., Cinchona coronulata Miq., Cinchona decurrentifolia Pav., Cinchona elliptica Wedd., Cinchona govana Miq., Cinchona howardiana Kuntze, Cinchona lechleriana Schltdl., Cinchona lutea Pav., Cinchona morado Ruiz, Cinchona obovata Pav. ex Howard, Cinchona ovata Ruiz & Pav., Cinchona palescens Vell., Cinchona pallescens Ruiz ex Vitman nom. illeg., Cinchona pelalba Pav. ex DC., Cinchona pelletieriana Wedd., Cinchona platyphylla Wedd. nom. illeg., Cinchona purpurascens Wedd., Cinchona purpurea Ruiz & Pav., Cinchona purpurea Vell. nom. illeg., Cinchona rosulenta Howard ex Wedd., Cinchona rotundifolia Pav. ex Lamb., Cinchona rubicunda Tafalla ex Wedd. nom. nud., Cinchona rufinervis Wedd., Cinchona rugosa Pav. ex DC., Cinchona subsessilis Miq., Cinchona succirubra Pav. ex Klotzsch, Cinchona tucujensis H.Karst., Cinchona goudotiana Klotzsch ex Triana. Es wird kein beschriebenes Subtaxon akzeptiert.
Cinchona pubescens bildet mit anderen Arten in den Überlappungsgebieten Hybriden, die die Unterscheidung der verwandten Cinchona-Arten erschwert.

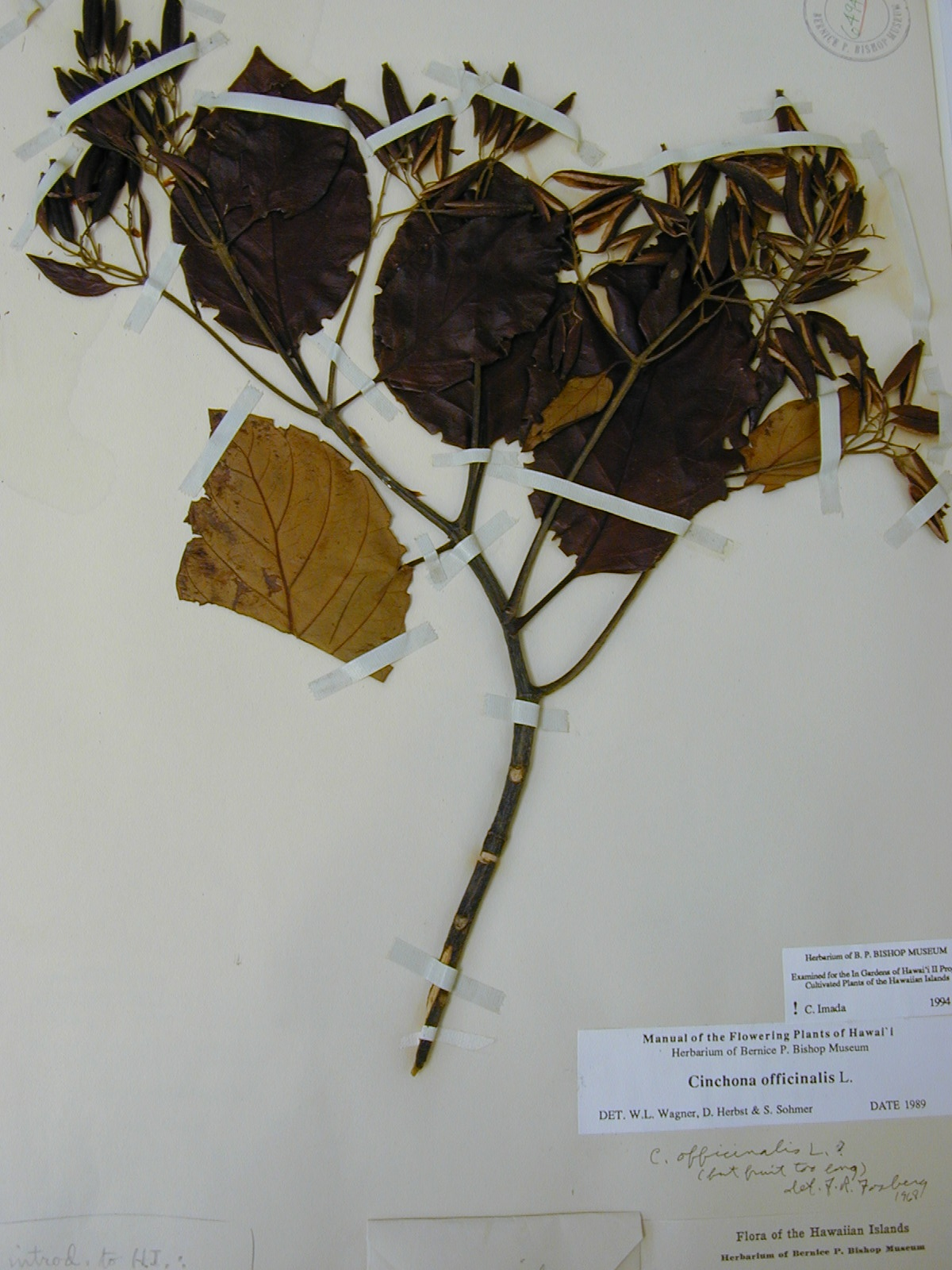
Herbarbeleg

## Trivialnamen
Trivialnamen in anderen Sprachen sind (Auswahl):
- Englisch: Jesuits' bark, Quinine, Quinine tree, Red cinchona, Red Peruvian bark
- Französisch: Quinquina rouge
- Portugiesisch: Quina-do-Amazonas, Quineira (in Brasilien)
- Spanisch: Cascarilla, Cascarilla gallingo, Cinchona, Corteza de quina, Quina roja, Quinina roja, Varona, Cascarilla amarga (in Bolivien), Cascarilla gallinzo (in Bolivien)
- Katalanisch: Quina roja
- Italienisch: China pubescente, China rossa, Corteccia di china
- Chinesisch: 鸡纳树 Jī nà shù, ji na shu
- Japanisch: アカキナノキ Aka kina no ki, キナオフィ Kinaofi, キナモウソウチク Kinamousouchiku
- Koreanisch: 기나 나무 Gina namu, 킨키나나무 Kinkina namu
- Vietnamesisch: Canhkina đỏ
- Bengalisch: কুইনিন গাছ  Ku'inina gācha, সিনকোনা পিউবেসেনস  Sinakōnā pi'ubēsēnasa
- Tamilisch:  Kalumakitam, Koyna, Kunavanacceti, Shurap-pattai
- Hindi: सुगंध मूल Suganadh mul
- Sanskrit:  Kunayana,   सुगंधमूल  Sugandhamūla
- Griechisch: Κιγχόνη η χνοώδης  Kinchónē ē chnoṓdēs, Κιγχόνη η ερυθρόχυμος Kinchónē ē erythróchymos
- Arabisch: أحمر الكينا النباح,  لِحاءُ اليَسُوْعِيِّين,  لحاء الكينا
- Russisch: Цинхона пушистая Tsinkhona pushistaya, Цинхона опушенная Tsinkhona opushennaya, Цинхона сококрасная Tsinkhona sokokrasnaya

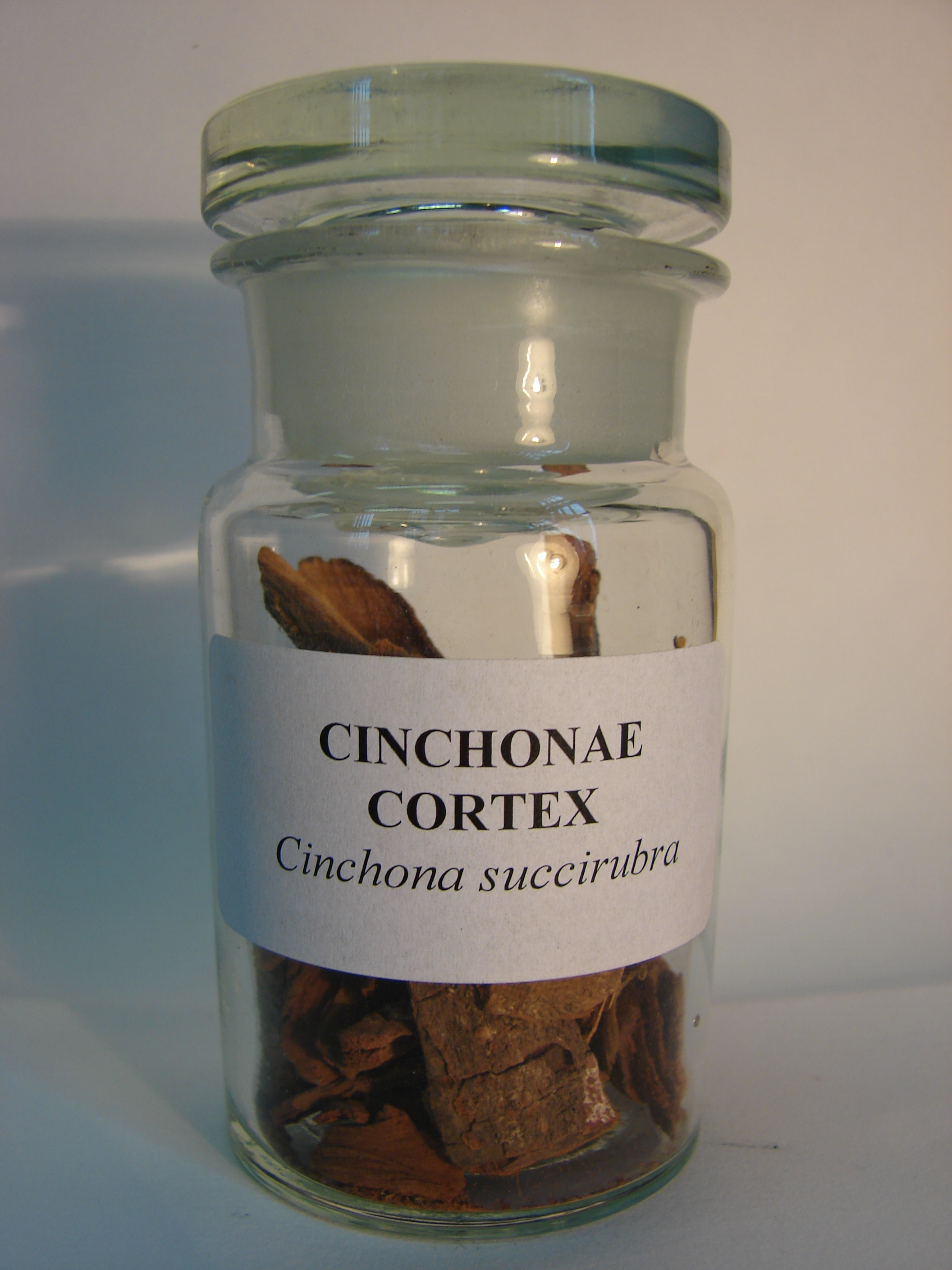
Die Arzneidroge Chinarinde (Cinchonae Cortex)

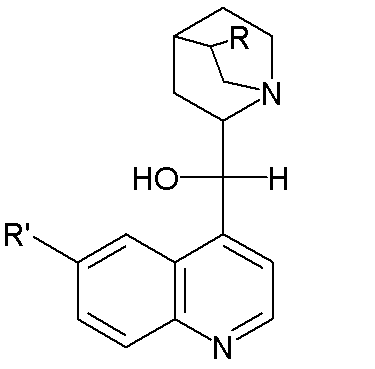
Chinarinde-Alkaloide

## Nutzung
Cinchona pubescens wird in einigen tropischen Ländern in Plantagen angebaut und ist die am häufigsten kultivierte Art der Gattung Cinchona. Cinchona pubescens ist der häufigste Kreuzungspartner bei Cinchona-Hybriden. In den Plantagen werden meist Hybriden angepflanzt.
Die Rinde des Roten Chinarindenbaumes, die sogenannte Chinarinde (Name der früher auch kurz China genannten Droge, vom Quechua-Wort „kina-kina“ bzw. „quina-quina“, „Rinde der Rinden“ als Bezeichnung für die als Heilmittel gebrauchte („peruvianische“) Rinde vom Roten Chinarindenbaum), bezeichnet auch als Cortex peruvianus, Cinchonae Rubrae Cortex, englisch Peruvian bark, quinine, red cinchona, red Peruvian-bark und redbark, besitzt, ähnlich wie Cinchona officinalis, einen hohen Chinin- und Chinidingehalt. Sie wurde medizinisch vielfältig eingesetzt. Die Droge wird besonders gegen Malaria eingesetzt. Weitere wichtige medizinische Einsatzgebiete sind als ein bitteres verdauungsfördendes Mittel, um Magensäfte zu stimulieren, gegen nächtliche Beinkrämpfe, gegen Darmparasiten sowie -protozoen und Herzrhythmusstörung sowie andere Herzbeschwerden. In der Volksmedizin nutzt man hauptsächlich die schmerzstillenden, antibakteriellen, antifungiellen, antiseptischen, adstringenten, verdauungsstimulierenden, fiebersenkenden, nervenberuhigenden, ausgleichenden und insektiziden Wirkungen.
Als Jesuiten im 17. Jahrhundert den chinesischen Kaiser durch Chinarinde, die bisher unbekannt war, von einer Krankheit heilten, mussten sie von ihm das Geschenk von 200.000 Franken in Gold annehmen, ob sie wollten oder nicht. Ja, der Kaiser war so entzückt über seine Jesuiten, dass er eigens eine Gesandtschaft an König Ludwig XIV. von Frankreich abschickte, mit der Bitte, um neue Missionäre.
1820 isolierten Pelletier und Caventou ein Alkaloidderivat, das den Namen Chinin bekam, in der Cinchona-Rinde, das den höchsten Antimalaria-Effekt besaß. Es wurde eine Methode entwickelt, um diesen Inhaltsstoff aus natürlicher Rinde extrahieren zu können, um eine Antimalariadroge verkaufen zu können. Die Rinde von Cinchona pubescens enthält 4,5 bis 8,5 % Alkaloide, beziehungsweise 1 bis 3 % Chinin. Es werden beispielsweise Tabletten, Arzneikapseln und Tinkturen hergestellt.
Wichtige Inhaltsstoffe sind die China-Alkaloide, Chinin, Cinchonidin, Cinchonin, Chinidin, Hydro-Chinidin, Chininamin, Hydro-Chininamin, Chinasäure, bittere amorphe Glucoside, Stärke und Calciumoxalate.
Das Chinin, das aus der Rinde extrahiert wird, verwendet man bei Lebensmitteln als Bitterstoff von Tonic Water, einigen Likören, einigen kohlensäurehaltigen Getränken, Backwaren und Süßigkeiten. Die Chinin-Alkaloide, die aus der Rinde extrahiert werden, verwendet man bei der Produktion von Haaröl sowie -Shampoo, Sonnenöl, Insektiziden, als ein Vulkanisierungszusatzstoff in der Gummiindustrie und zur Behandlung von bestimmten Metallen.
Auf Galápagos wird aus größeren Bäumen Bauholz hergestellt.